# Spaarne Gasthuis (Hoofddorp)
Het Spaarne Gasthuis (voorheen Spaarne Ziekenhuis) is een ziekenhuis in de Hoofddorpse wijk Floriande aan de N201 en N205. Het ziekenhuis is in 2004 geopend ter vervanging van het oude ziekenhuis, de Mariastichting, in Haarlem. Er zijn nevenvestigingen in Haarlem en er zijn poliklinieken in Hillegom en Lisse.
Voor het ziekenhuis ligt een parkeergarage van Q-Park, die tevens dient als P+R-locatie. Tussen de parkeergarage en het ziekenhuis door loopt de busbaan van de Zuidtangent. Ook staat hier sinds 2002 het busstation The Amazing Whale Jaw, een oranje kunstwerk door Maurice Nio gemaakt van piepschuim met een buitenlaag van polyester. De gemeente Haarlemmermeer kondigde in 2022 aan dit kunstwerk, dat duur is in onderhoud, te willen verwijderen.
Nadat er op 1 mei 2014 een bestuurlijke fusie plaatsvond tussen het Kennemer Gasthuis en het Spaarne Ziekenhuis, zijn deze instellingen op 22 maart 2015 juridisch gefuseerd, waarna zij samen het "Spaarne Gasthuis" zijn gaan vormen. De beide ziekenhuisinstellingen werkten al samen in het Linnaeusinstituut.